# Représentations diplomatiques en Allemagne
Les représentations diplomatiques en Allemagne sont actuellement au nombre de 159. Il existe de nombreuses délégations et bureaux de représentations des organisations internationales et d'entités infranationales dans la capitale Berlin.

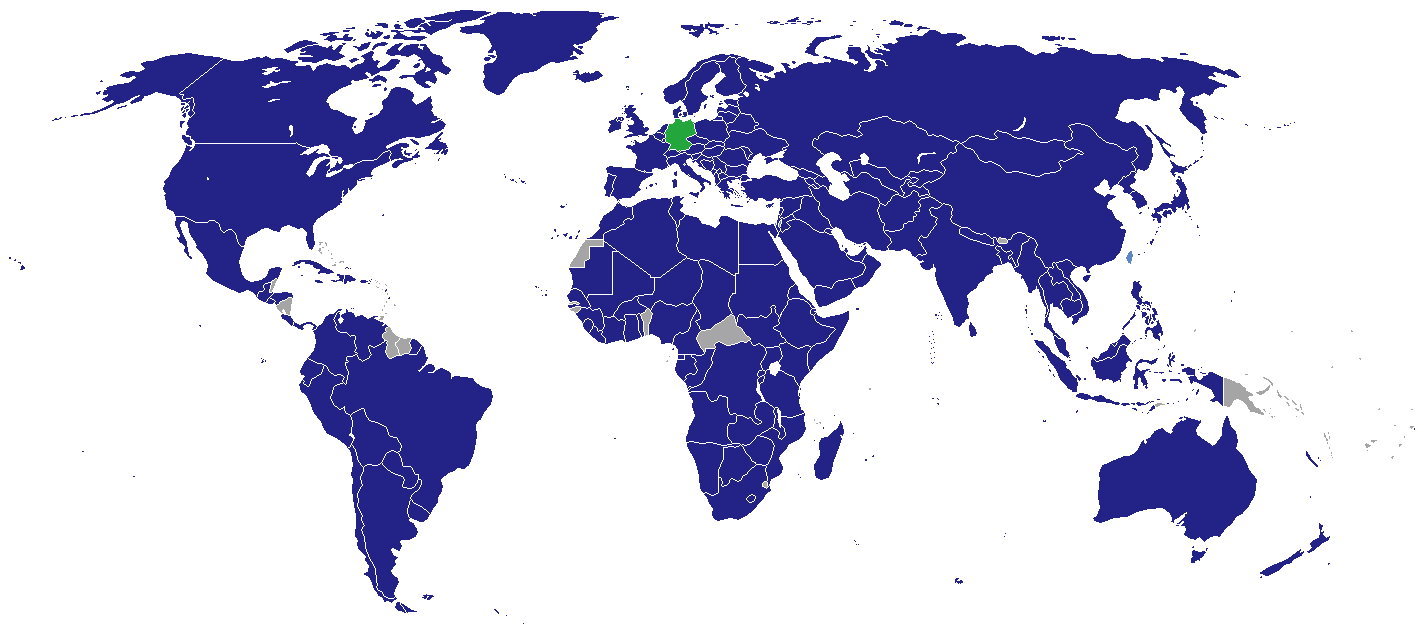
Carte des missions diplomatiques en Allemagne

## Ambassades à Berlin
- Afghanistan
- Afrique du Sud
- Albanie
- Algérie
- Angola
- Arabie saoudite
- Argentine
- Arménie
- Australie
- Autriche
- Azerbaïdjan
- Bahreïn
- Bangladesh
- Belgique
- Bénin
- Biélorussie
- Birmanie
- Bolivie
- Bosnie-Herzégovine
- Botswana
- Brésil
- Bulgarie
- Burkina Faso
- Burundi
- Brunei
- Cambodge
- Cameroun
- Canada
- Cap-Vert
- Chili
- Chine
- Chypre
- Colombie
- République démocratique du Congo
- République du Congo
- Corée du Nord
- Corée du Sud
- Costa Rica
- Côte d'Ivoire
- Croatie
- Cuba
- Danemark
- Djibouti
- République dominicaine
- Égypte
- Émirats arabes unis
- Équateur
- Érythrée
- Espagne
- Estonie
- États-Unis
- Éthiopie
- Finlande
- France
- Gabon
- Géorgie
- Ghana
- Grèce
- Guatemala
- Guinée
- Guinée-Bissau
- Guinée équatoriale
- Haïti
- Honduras
- Hongrie
- Inde
- Indonésie
- Iran
- Irak
- Irlande
- Islande
- Israël
- Italie
- Jamaïque
- Japon
- Jordanie
- Kazakhstan
- Kirghizistan
- Kenya
- Kosovo
- Koweït
- Laos
- Lettonie
- Lesotho
- Liban
- Liberia
- Libye
- Liechtenstein
- Lituanie
- Luxembourg
- Macédoine du Nord
- Madagascar
- Malaisie
- Malawi
- Maldives
- Mali
- Malte
- Maroc
- Maurice
- Mauritanie
- Mexique
- Moldavie
- Monaco
- Mongolie
- Monténégro
- Mozambique
- Namibie
- Népal
- Nicaragua
- Niger
- Nigeria
- Norvège
- Nouvelle-Zélande
- Oman
- Ouganda
- Ouzbékistan
- Pakistan
- Panama
- Paraguay
- Pays-Bas
- Pérou
- Philippines
- Pologne
- Portugal
- Qatar
- Roumanie
- Royaume-Uni
- Russie
- Rwanda
- Salvador
- Sénégal
- Serbie
- Sierra Leone
- Singapour
- Slovaquie
- Slovénie
- Somalie
- Soudan
- Soudan du Sud
- Sri Lanka
- Suède
- Suisse
- Syrie
- Tadjikistan
- Tanzanie
- Tchad
- Tchéquie
- Thaïlande
- Togo
- Tunisie
- Turquie
- Turkménistan
- Ukraine
- Uruguay
- Vatican
- Venezuela
- Viêt Nam
- Yémen
- Zambie
- Zimbabwe